# Charles L. Terry, Jr.

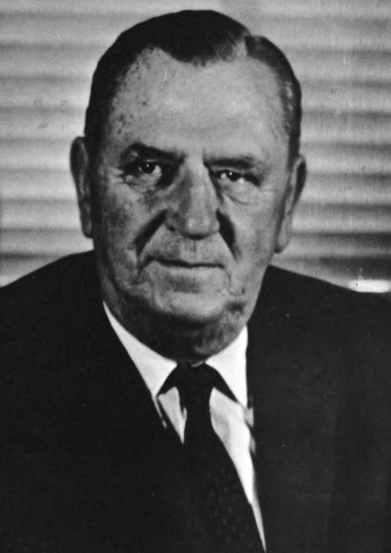
Foto de Charles Terry (1965), ex-governador de Delaware.

Charles Layman Terry Jr. (17 de setembro de 1900 - 6 de fevereiro de 1970) foi um político norte-americano que foi governador do estado do Delaware, no período de 1965 a 1969, pelo Partido Democrata.